# Interdisciplinariedad
El término interdisciplinariedad expresa la cualidad de ser interdisciplinario. Es un campo de estudio que cruza los límites tradicionales entre varias disciplinas académicas, o entre varias escuelas de pensamiento, por el surgimiento de nuevas necesidades o del desarrollo de nuevos enfoques teóricos o técnicos.
En principio, el término «interdisciplinario» se aplica en el campo académico al tipo de trabajo científico que requiere metodológicamente de la colaboración de diversas y diferentes disciplinas y, en general, la colaboración de especialistas procedentes de diversas áreas tradicionales o de disciplinas cada vez más especializadas. 
La interdisciplinariedad involucra grupos de investigadores, estudiantes y profesores con el objetivo de vincular e integrar varias escuelas de pensamiento, profesiones o tecnologías (con sus perspectivas específicas), en la búsqueda de un fin común. La epidemiología del SIDA o el calentamiento global requieren comprender varias disciplinas para resolver problemas complejos.
Otros autores han definido la interdisciplinariedad como un conjunto de disciplinas conexas entre sí y con relaciones definidas, a fin de que sus actividades no se produzcan en forma aislada, dispersa y fraccionada.

## Introducción
El término interdisciplinariedad surge por primera vez en 1937 y le atribuyen su invención al sociólogo Louis Wirth. Con el transcurrir del tiempo, el propio desarrollo científico-técnico hizo que fueran surgiendo paulatinamente numerosas ramas científicas. En general empezaron a aparecer especialistas en cada una de esas disciplinas que no eran especialistas en otras áreas de conocimiento, por lo que ciertos estudios que requerían de conocimientos en diversas áreas eran inasequibles a la mayoría de científicos especializados en una cierta área. Y ello se relaciona con la historia del esfuerzo humano para unir e integrar situaciones y aspectos que su propia práctica científica y social separan. 
Demanda el conocimiento del objeto de estudio de forma integral, estimulando la elaboración de nuevos enfoques metodológicos más idóneos para la solución de los problemas, aunque su organización resulta compleja, ante la particularidad de cada disciplina científica, que posee sus propios métodos, normas y lenguajes.
Es en fin una filosofía y marco metodológico que podría caracterizar la práctica científica consistente en la búsqueda sistemática de integración de las teorías, métodos, instrumentos, y, en general, fórmulas de acción científica de diferentes disciplinas, a partir de una concepción multidimensional de los fenómenos, y del reconocimiento del carácter relativo de los enfoques científicos por separado. Es considerada una apuesta por la pluralidad de perspectivas en la base de la investigación. 

### Algunas personas asociadas a la interdisciplinariedad
Puede afirmarse que tiene entre sus representantes importantes a Géza Róheim y a Georges Devereux. Este último delinea una serie de principios teóricos y metodológicos, a los que llama complementarismo, que constituyen una verdadera sistematización inicial de lo que podríase denominar paradigma interdisciplinario. El filósofo francés Edgar Morin se preocupa por el futuro de la Tierra y la Humanidad como parte de la teoría de sistemas. Nos alerta sobre la complejidad del problema, la necesidad de encontrar soluciones como una emergencia global y proclama que un método interdisciplinario es esencial para lograr resultados básicos. Él dice que las soluciones no solo serán científicas, sino principalmente políticas.

### La perspectiva interdisciplinaria
- La cooperación entre diferentes disciplinas tanto con métodos y disciplinas.
- Busca la solidaridad entre diferentes disciplinas con la finalidad de considerar cuerpos de conocimiento.
- Encuentro de varias disciplinas, cada una de ellas aporta: esquemas conceptuales, definición de problemas, y métodos de investigación.[4][5]

## Algunos estudios interdisciplinarios
Todas las clasificaciones de las ciencias evolucionan en el tiempo. A partir del siglo XIX y con el asombroso crecimiento producido por el conocimiento científico surgen numerosas ciencias con yuxtaposiciones de parcelas establecidas por ciencias anteriores:
- De las teorías del calor y sus relaciones con la mecánica: Termodinámica.
- De las relaciones de la electricidad y la química: Electroquímica.
- De la relación de la termodinámica y la electroquímica, la íntima imbricación de la física y la química: Fisicoquímica.
- De las relaciones de la química y la biología, surgirá la Bioquímica.

De esta forma, las ciencias suelen llevar nombres compuestos de ciencias anteriores, a veces situadas en campos completamente dispares:
- Biogeoquímica, Sociolingüística, Biotecnología, Bioética, etc. y los campos en los que se ejercen se multiplican exponencialmente, unidos ya a la tecnología que se incorpora como un medio importante, si no fundamental, en el propio método científico y en el campo de la investigación concreta.[a 1]

En definitiva, las ciencias se constituyen tanto por fragmentación, de una parte, como por interdisciplinariedad, de otra.
En el siglo XIX Auguste Comte hizo una clasificación mejorada después por Antoine-Augustin Cournot en 1852 y por Pierre Naville en 1920. 
Los nuevos lenguajes no jerárquicos de estructura asociativa y manejados por la informática reflejan perfectamente la situación actual de división de las ciencias y sus conexiones metodológicas y de contenidos, aun a pesar de la enorme especialización que se experimenta continuamente tanto en la investigación como en los centros de enseñanza.
Para Hempel «la sistematización científica requiere el conocimiento de diversas conexiones, mediante leyes o principios teóricos, entre diferentes aspectos del mundo empírico, que se caracterizan mediante conceptos científicos. Así, los conceptos de la ciencia son nudos en una red de interrelaciones sistemáticas en la que las leyes y los principios teoréticos constituyen los hilos. Cuantos más hilos converjan o partan de un nudo conceptual, tanto más importante será su papel sistematizado o su alcance sistemático».